# Екогенетична експансія
Екогенетична експансія — історичне поширення організмів в нових ландшафтних зонах в процесі  еволюції  біосфери. Спочатку експансія продуцентів відбувалася незалежно від консументів, в той час як останні з самого початку їх появи на  Землі залежали від продуцентів. Пізніше еволюція біосфери вступила в стадію взаємозалежності продуцентів і консументів, тобто їх сполученої еволюції (наприклад,  квіткових рослин і  комах).

## Ресурси Інтернета
- Дедю И. И. Экологический энциклопедический словарь. — Кишинев, 1989 [Архівовано 24 жовтня 2016 у Wayback Machine.]
- Словарь ботанических терминов / Под общ. ред. И. А. Дудки. — Киев, Наук. Думка, 1984 [Архівовано 31 жовтня 2016 у Wayback Machine.]
- Англо-русский биологический словарь (online версия) [Архівовано 6 листопада 2016 у Wayback Machine.]
- Англо-русский научный словарь (online версия) [Архівовано 21 жовтня 2016 у Wayback Machine.]